# Família Alinda
A família Alinda são um grupo de asteroides com um semieixo maior de cerca de 2,5 UA e uma excentricidade orbital de aproximadamente entre 0,4 e 0,65. Esta família de asteroides leva esse nome devido ao asteroide 887 Alinda, descoberta pelo astrônomo Max Wolf em 1918.

## Características
Estes asteroides estão em ressonância orbital de 1:3, com Júpiter, o que lhes dá uma ressonância perto de 4:1 com a Terra. Um objeto neste ressonância tem sua excentricidade orbital aumentada continuamente por interações gravitacionais com Júpiter até que por fim tem um encontro com um planeta interior que rompe a ressonância.
O periélio de alguns membros do grupo de Alinda está muito perto da órbita da Terra, resultando em uma série encontros próximos quase exatamente de quatro em quatro anos, em função da proximidade da ressonância 4:1.
Uma consequência disso é que, se um asteroide da família Alinda passa a estar em uma posição desfavorável para visualização no momento da sua estreita aproximação com a Terra, por exemplo, se ele está perto do ângulo do Sol, então, essa situação pode persistir por décadas. De fato, em 2010, o asteroide Alinda 1915 Quetzalcóatl havia sido observado apenas uma vez desde 1985.
Outra consequência é que alguns desses asteroides fazem repetidas abordagens relativamente perto da Terra, tornando-os bons temas para estudo por radar a partir da Terra. Este é o caso de 4179 Toutatis e 6489 Golevka.

## Membros
| Nome              | a       | e       |
| ----------------- | ------- | ------- |
| 887 Alinda        | 2,48422 | 0,56356 |
| 1429 Pemba        | 2,55185 | 0,33858 |
| 1550 Tito         | 2,54673 | 0,30984 |
| 1607 Mavis        | 2,54783 | 0,30741 |
| 1915 Quetzalcóatl | 2,54207 | 0,57170 |
| 2608 Seneca       | 2,5035  | 0,57620 |
| 3360 Syrinx       | 2,46803 | 0,74295 |
| 3628 Božněmcová   | 2,53691 | 0,30052 |
| 3806 Tremaine     | 2,54058 | 0,31301 |
| 4179 Toutatis     | 2,51005 | 0,63423 |
| 5847 Wakiya       | 2,54442 | 0,30086 |
| 5864 Montgolfier  | 2,55866 | 0,32007 |
| 6318 Cronkite     | 2,51002 | 0,46522 |
| (6322) 1991 CQ    | 2,51628 | 0,47349 |
| 6489 Golevka      | 2,50768 | 0,60382 |
| (6491) 1991 OA    | 2,50959 | 0,58946 |
| 7092 Cadmus       | 2,52493 | 0,70202 |
| 7345 Happer       | 2,45047 | 0,32467 |
| (7568) 1988 VJ2   | 2,52739 | 0,33216 |
| (7569) 1989 BK    | 2,54950 | 0,30348 |
| 7638 Gladman      | 2,53634 | 0,31606 |
| (8201) 1994AH2    | 2,53362 | 0,70851 |
| 8709 Kadlu        | 2,53497 | 0,48432 |
| (9047) 1991 QF    | 2,52479 | 0,31661 |